# Pandemonium (album des Pet Shop Boys)
 (janvier 2015).
Si vous disposez d'ouvrages ou d'articles de référence ou si vous connaissez des sites web de qualité traitant du thème abordé ici, merci de compléter l'article en donnant les références utiles à sa vérifiabilité et en les liant à la section « Notes et références ».
Pour les articles homonymes, voir Pandemonium (homonymie).
Albums de Pet Shop Boys
Christmas
(EP, 2009) Ultimate
(2010)
Pandemonium: Live, The O2 Arena, London, 21 December, 2009 est un CD/DVD Live des Pet Shop Boys sorti le 15 février 2010. Concert enregistré à l'O2 Arena de Londres, le 21 décembre 2009, dans le cadre de la tournée mondiale Pandemonium Tour comprenant 71 concerts sur trois continents. Le CD comporte 17 titres live mixés par Stuart Price. Le DVD comprend l'intégralité du spectacle filmé par David Barnard, inclus 7 bonus.

## Titres
CD
| No  | Titre                                                                            | Auteur | Durée |
| --- | -------------------------------------------------------------------------------- | --- | ----- |
| 1.  | More Than a Dream / Heart                                                        | Neil Tennant/Chris Lowe/Brian Higgins/Miranda Cooper/Jason Resch/Kieran Jones                                                       | 4:23  |
| 2.  | Did You See Me Coming?                                                           | Neil Tennant/Chris Lowe | 3:41  |
| 3.  | Pandemonium / Can You Forgive Her?                                               | Neil Tennant/Chris Lowe | 4:05  |
| 4.  | Love Etc.                                                                        | Neil Tennant/Chris Lowe/Brian Higgins/Miranda Cooper/Owen Parker/Tim Powell                                                         | 3:14  |
| 5.  | Go West                                                                          | Jacques Morali/Henri Belolo/Victor Willis/Neil Tennant/Chris Lowe                                                                   | 3:55  |
| 6.  | Two Divided by Zero                                                              | Neil Tennant / Bobby Orlando | 3:46  |
| 7.  | Why Don't We Live Together?                                                      | Neil Tennant / Chris Lowe | 4:17  |
| 8.  | New York City Boy                                                                | Neil Tennant/Chris Lowe/David Morales                                                                                               | 2:51  |
| 9.  | Always on My Mind                                                                | Johnny Christopher/Mark James/Wayne Carson Thompson                                                                                 | 3:43  |
| 10. | Closer to Heaven / Left to My Own Devices                                        | Neil Tennant/Chris Lowe | 5:40  |
| 11. | Do I Have To?                                                                    | Neil Tennant/Chris Lowe | 3:14  |
| 12. | King's Cross                                                                     | Neil Tennant/Chris Lowe | 5:11  |
| 13. | Suburbia                                                                         | Neil Tennant/Chris Lowe | 5:12  |
| 14. | Se a vida é (That's the Way Life Is) / Discoteca / Domino Dancing / Viva la Vida | Ademario/Chris Lowe/Negro Do Barbalho/Wellington Epiderme Negra/Neil Tennant/Guy Berryman/Jonny Buckland/Will Champion/Chris Martin | 6:01  |
| 15. | It's a Sin                                                                       | Neil Tennant/Chris Lowe | 5:04  |
| 16. | Being Boring                                                                     | Neil Tennant/Chris Lowe | 5:17  |
| 17. | West End Girls                                                                   | Neil Tennant/Chris Lowe | 5:15  |

DVD
| No  | Titre                                                                            | Auteur | Durée |
| --- | -------------------------------------------------------------------------------- | --- | ----- |
| 1.  | More Than a Dream / Heart                                                        | Neil Tennant/Chris Lowe/Brian Higgins/Miranda Cooper/Jason Resch/Kieran Jones                                                       | 4:22  |
| 2.  | Did You See Me Coming?                                                           | Neil Tennant/Chris Lowe | 3:39  |
| 3.  | Pandemonium / Can You Forgive Her?                                               | Neil Tennant/Chris Lowe | 4:25  |
| 4.  | Love Etc.                                                                        | Neil Tennant/Chris Lowe/Brian Higgins/Miranda Cooper/Owen Parker/Tim Powell                                                         | 3:17  |
| 5.  | Building a Wall                                                                  | Neil Tennant/Chris Lowe | 1:50  |
| 6.  | Go West                                                                          | Jacques Morali/Henri Belolo/Victor Willis/Neil Tennant/Chris Lowe                                                                   | 3:55  |
| 7.  | Two Divided by Zero                                                              | Neil Tennant/Bobby Orlando | 3:46  |
| 8.  | Why Don't We Live Together?                                                      | Neil Tennant/Chris Lowe | 4:19  |
| 9.  | New York City Boy                                                                | Neil Tennant/Chris Lowe/David Morales                                                                                               | 2:50  |
| 10. | Always on My Mind                                                                | Johnny Christopher/Mark James/Wayne Carson Thompson                                                                                 | 3:50  |
| 11. | Closer to Heaven / Left to My Own Devices                                        | Neil Tennant/Chris Lowe | 5:38  |
| 12. | Do I Have To?                                                                    | Neil Tennant/Chris Lowe | 3:14  |
| 13. | King's Cross                                                                     | Neil Tennant/Chris Lowe | 4:18  |
| 14. | The Way It Used To Be                                                            | Neil Tennant/Chris Lowe/Brian Higgins/Miranda Cooper/Nick Coler                                                                     | 5:05  |
| 15. | Jealousy                                                                         | Neil Tennant/Chris Lowe | 4:37  |
| 16. | Suburbia                                                                         | Neil Tennant/Chris Lowe | 5:20  |
| 17. | What Have I Done To Deserve This? with Dusty Springfield                         | Neil Tennant/Chris Lowe/Allee Willis                                                                                                | 4:36  |
| 18. | All Over the World                                                               | Neil Tennant/Chris Lowe, ainsi qu'un sample non crédité de Tchaikovsky                                                              | 3:40  |
| 19. | Se a vida é (That's the Way Life Is) / Discoteca / Domino Dancing / Viva la Vida | Ademario/Chris Lowe/Negro Do Barbalho/Wellington Epiderme Negra/Neil Tennant/Guy Berryman/Jonny Buckland/Will Champion/Chris Martin | 6:02  |
| 20. | It's a Sin                                                                       | Neil Tennant/Chris Lowe | 5:38  |
| 21. | Being Boring                                                                     | Neil Tennant/Chris Lowe | 6:17  |
| 22. | West End Girls                                                                   | Neil Tennant/Chris Lowe | 5:20  |

DVD Bonus
| No | Titre                                                                 | Auteur | Durée |
| -- | --------------------------------------------------------------------- | --- | ----- |
| 1. | My Girl (Live at The O2)                                              | Michael Barson | 4:07  |
| 2. | It Doesn't Often Snow at Christmas (Live at The O2)                   | Neil Tennant/Chris Lowe | 4:51  |
| 3. | Love Etc. (vidéoclip)                                                 | Neil Tennant/Chris Lowe/Brian Higgins/Miranda Cooper/Owen Parker/Tim Powell | 3:28  |
| 4. | Did You See Me Coming? (vidéoclip)                                    | Neil Tennant/Chris Lowe | 3:42  |
| 5. | All Over the World (vidéoclip)                                        | Neil Tennant/Chris Lowe | 3:45  |
| 6. | Performance BRIT Awards 2009 (featuring Lady Gaga et Brandon Flowers) | Neil Tennant/Chris Lowe/Johnny Christopher/Mark James/Wayne Carson Thompson/Jacques Morali/Henri Belolo/Victor Willis/Brian Higgins/Miranda Cooper/Owen Parker/Tim Powell/Allee Willis | 10:00 |
| 7. | Commentaire audio par les Pet Shop Boys et Es Devlin                  | Neil Tennant/Chris Lowe/Es Devlin |       |